# Pithoragarh (district)
Pithoragarh is een district van de Indiase staat Uttarakhand. Het district telt 462.149 inwoners (2001) en heeft een oppervlakte van 7110 km².
Almora · Bageshwar · Chamoli · Champawat · Dehradun · Haridwar · Nainital · Pauri Garhwal · Pithoragarh · Rudraprayag · Tehri Garhwal · Udham Singh Nagar · Uttarkashi